# Andreas Theurer (Regisseur)
Andreas Theurer (geboren 1965 in Düsseldorf) ist ein deutscher Filmregisseur und Filmautor.

## Leben und Wirken
Andreas Theurer ist 1965 in Düsseldorf geboren. Er schloss 1995 sein Studium der Filmwissenschaften an der Freien Universität Berlin ab. Danach arbeitete er in diversen Filmproduktionen als Script/Continuity und Regie-Assistent für Regisseure wie Tom Tykwer, Detlev Buck und Leander Haußmann.
Seit 2005 arbeitet er als Filmregisseur und Filmautor. Er führte Regie u. a. bei drei Folgen der zweiten Staffel der TV-Serie Stromberg, für eine Staffel der TV-Serie Lohmeyer on Tour und für zwei Staffeln der Internet-TV-Serie Stromberg@Seven One-mehr Wissen macht nix!. Des Weiteren führte er Regie bei diversen Werbespots. Sein Kino-Spielfilmdrehbuch Brasilien wurde mit Projektförderung der Filmförderung Hamburg Schleswig-Holstein gefördert.
Andreas Theurer lebt mit Frau und Tochter in Hamburg.

## Filmografie (Auswahl)
- 1993: Am Meer in Berlin, Kino-Kurzfilm
- 1995: Kicken und Schreien, TV-Kurzfilm
- 2005: Stromberg, Fernsehserie
- 2006: Lohmeyer on Tour, TV-Serie
- 2013/2014: Stromberg@SevenOne_Mehr Wissen macht nix!, Internet-TV-Serie
- 2016: Knappschaft-doch das geht, Kino-/TV-/Internet-Werbespots
- 2017: Kaffee mäht in Germany, Internet-Viral-Spot

## Auszeichnungen
- 2005: Deutscher-Comedypreis-Nominierung für Stromberg in der Kategorie Beste Comedy-Serie